# Eberechi Eze
Eberechi Oluchi Eze (Greenwich, 1998. június 29. –) angol válogatott labdarúgó, a Crystal Palace játékosa.

## Pályafutása

### Klubcsapatokban
Az Arsenal, a Fulham, a Reading és a Millwall korosztályos csapataiban nevelkedett, majd utóbbi klub 2016 áprilisában nem ajánlott számára profi szerződést, ezért a szezon végén távozott.  2016. augusztus 3-án a Queens Park Rangers szerződtette. 2017. január 7-én mutatkozott be a Blackburn Rovers elleni kupa találkozón, de 18 perc játék után megsérült.
2017. augusztus 30-án kölcsönbe került a Wycombe Wanderers csapatához, amely ekkor a negyedosztályban szerepelt. Szeptember 9-én a Newport County klubja ellen debütált. Október 7-én megszerezte első gólját a Cambridge United ellen. Teljesítménye meggyőző volt az itt töltött időszakban.
2020. augusztus 28-án ötéves szerződést írt alá a Crystal Palace csapatával. Szeptember 12-én mutatkozott be csereként a Southampton ellen. November 7-én első gólját is megszerezte a Leeds United ellen. 2023. november 10-én 2027. június 30-ig hosszabbította meg a szerződését a klubbal.

### A válogatottban
Többszörös angol korosztályos válogatott labdarúgó, annak ellenére, hogy nigériai felmenőkkel is rendelkezik. A Nigériai labdarúgó-szövetség több alkalommal is próbálta meggyőzni, hogy válassza őket. Angliát képviselte a 2021-es U21-es labdarúgó-Európa-bajnokságon. A csoportkör utolsó mérkőzésén a 2–1-re megnyert horvátok elleni mérkőzésen gólt szerzett.
2021 májusában bekerült Gareth Southgate szövetségi kapitány 33 fős ideiglenes keretébe, amely a 2020-as labdarúgó-Európa-bajnokságra készült, de sérülés miatt hamar kikerült. 2023 májusában ismét meghívót kapott. Június 16-án mutatkozott be Málta ellen a 4–0-ra megnyert 2024-es labdarúgó-Európa-bajnokság selejtező mérkőzésen, amikor is a 70. percben James Maddison cseréjeként lépett pályára. 2024. júniusában bekerült a végleges keretbe, amely részt vett a 2024-es labdarúgó-Európa-bajnokságon. Június 20-án lépett először pályára Dánia ellen a csoportkörben.